# Iglesia de San Marcial (Alza)
La iglesia de San Marcial es un inmueble del barrio español de Alza, en la provincia de Guipúzcoa.

## Descripción
El edificio se encuentra en el barrio de Alza, del municipio español de San Sebastián, perteneciente a la provincia de Guipúzcoa, en la comunidad autónoma del País Vasco. Se menciona como iglesia parroquial del lugar en el Diccionario histórico-geográfico-descriptivo de los pueblos, valles, partidos, alcaldías y uniones de Guipúzcoa (1862) de Pablo de Gorosábel, donde aparece descrita con las siguientes palabras:

La iglesia parroquial de esta poblacion es de la advocacien de San Marcial, la cual es filial de las matrices de la ciudad de San Sebastian. Hay noticias de que entre el cabildo eclesiástico unido de esta y los moradores de Alza, se celebró una concordia en 2 de setiembre de 1396; por la cual el primero se obligó á decir misa por medio de sus individuos en la iglesia de la segunda en todos los dias de fiesta. Segun la misma, dicho cabildo en compensacion de este trabajo debia percibir los diezmos del término de esta poblacion. El cabildo de San Sebastian se eximió de semejante obligacion en el año de 1620, poniendo en Alza, con aprobacion del ordinario eclesiástico, un vicario y beneficiado coadjutor para la administracion de los sacramentos. Desde dicha época provee aquel las vacantes de estas dos plazas; y ha solido tambien recolectar los frutos decimales de Alza, contribuyendo de la masa comun de ellos á los expresados vicario y coadjutor sus respectivas asignaciones hasta la extincion de dicha prestacion.
(Gorosábel, 1862, pp. 20-21)